# ドン・リバー鉄道
ドン・リバー鉄道（ドンリバーてつどう、英: Don River Railway）は、オーストラリア連邦タスマニア州デボンポート市郊外のドンにある、ボランティアによって運行されているヴィンテージ鉄道および博物館である。
当鉄道ではドン・ジャンクション (Don Junction) - パルーナ (Paloona) 間を走行していた旧ドン・リバー線 (Don River Line) の一部を利用して、ドンからコールズ・ビーチ (Coles Beach) までを走行する旅客列車に乗車できる。
このサービスは通常、水曜日から日曜日まで運行されている。
当鉄道は、聖金曜日とクリスマスデーを除いて毎日営業している。
平日の営業では、利用客は1940年代のタスマニア州政府鉄道 (TGR) の鉄道車両、またはディーゼル機関車が牽引する保存車両のいずれかに乗車することができるが、蒸気機関車は通常週末に運行されている。
当鉄道ではV2、X4、Y6および866という番号付けされたディーゼル機関車も多く運行されている。
他の機関車や鉄道車両の多くが現場の工場で修復中である。

## 蒸気機関車
| 初期 番号      | 製造者 番号 | 最終 番号 |
| -------------- | ----------- | --------- |
| Wf392          | 4 of 1904   | DS8       |
| M1             | 7421        | MA2       |
| M2             | 7422        | MA4       |
| M3             | 7423        | M3        |
| M4             | 7424        | M4        |
| H7             | 5955        |           |
| ファウラー     |             |           |
| No.8 Heemskirk |             |           |

## ディーゼル機関車
| 初期 番号    | 製造者 番号 | 最終 番号 |
| ------------ | ----------- | --------- |
| ラストン40DL |             |           |
| DP22         |             |           |
| V2           |             |           |
| UクラスNo.6  |             |           |
| 1002         |             |           |
| 866          |             |           |
| X4           |             |           |
| Y6           |             |           |
| Y8           |             |           |